# Saint-Hilaire-le-Petit
Pour les articles homonymes, voir Saint-Hilaire.

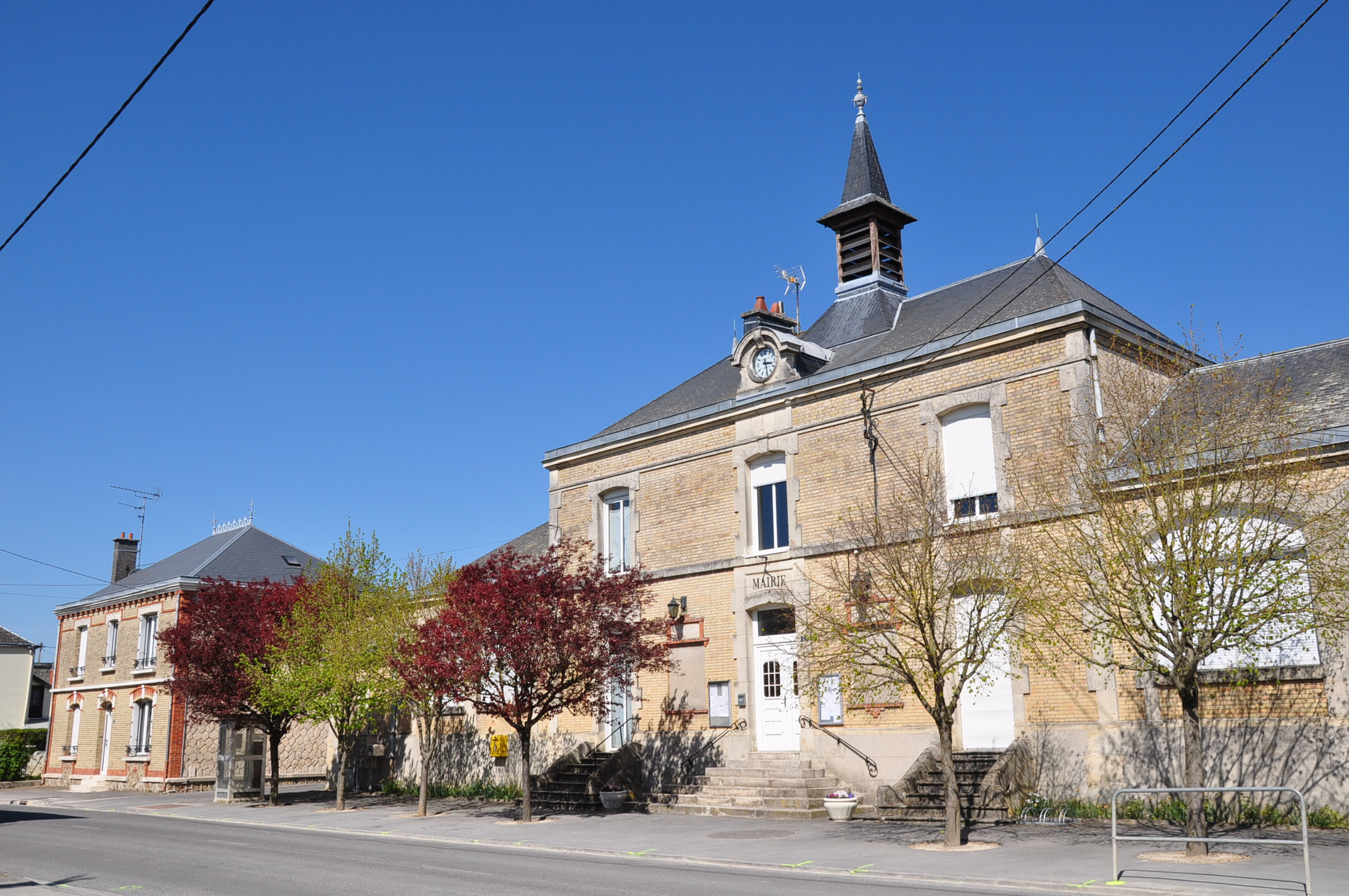
La mairie.

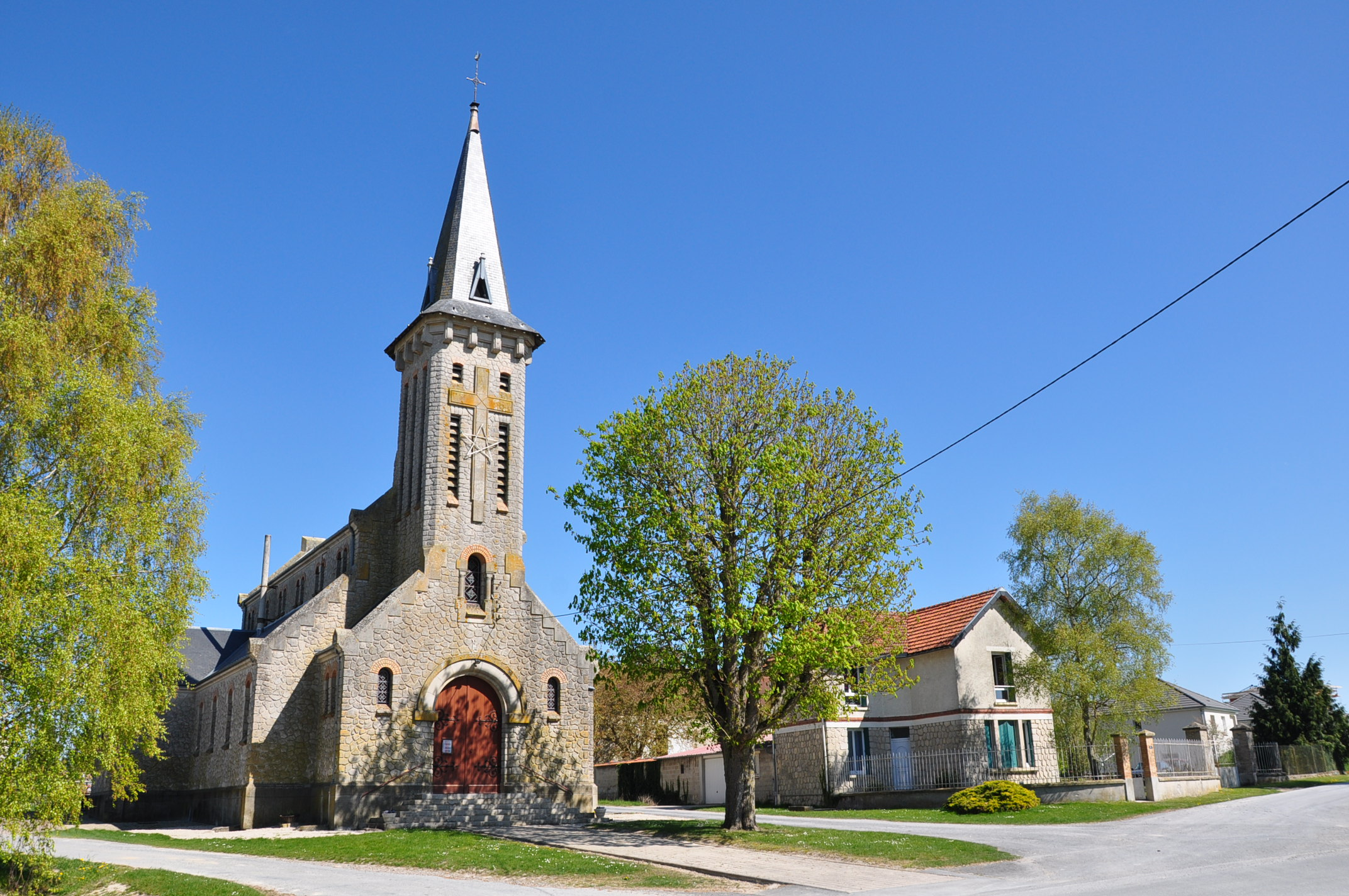
L'église.

Saint-Hilaire-le-Petit est une commune française, située dans le département de la Marne en région Grand Est.

## Géographie
| Bétheniville               |                        | Saint-Clément-à-Arnes Ardennes |
| Pontfaverger-Moronvilliers | Saint-Hilaire-le-Petit |                                |
|                            | Saint-Martin-l'Heureux |                                |

Entièrement sur la rive gauche de la Suippe, le territoire peu montueux (145 mètres) de Saint-Hilaire-le-Petit a une longueur de huit kilomètres et une largeur de trois. Il contient 2 013 hectares dont 1 874 de terres labourables, 35 de prés et 47 de bois.[réf. nécessaire]

### Hydrographie

#### Réseau hydrographique
La commune est dans la région hydrographique « la Seine du confluent de l'Oise (inclus) à l'embouchure » au sein du bassin Seine-Normandie. Elle est drainée par la Suippe,.
La Suippe, d'une longueur de 82 km, prend sa source dans la commune de Tailly et se jette  dans l'Aisne à Saint-Juvin, après avoir traversé 27 communes. 

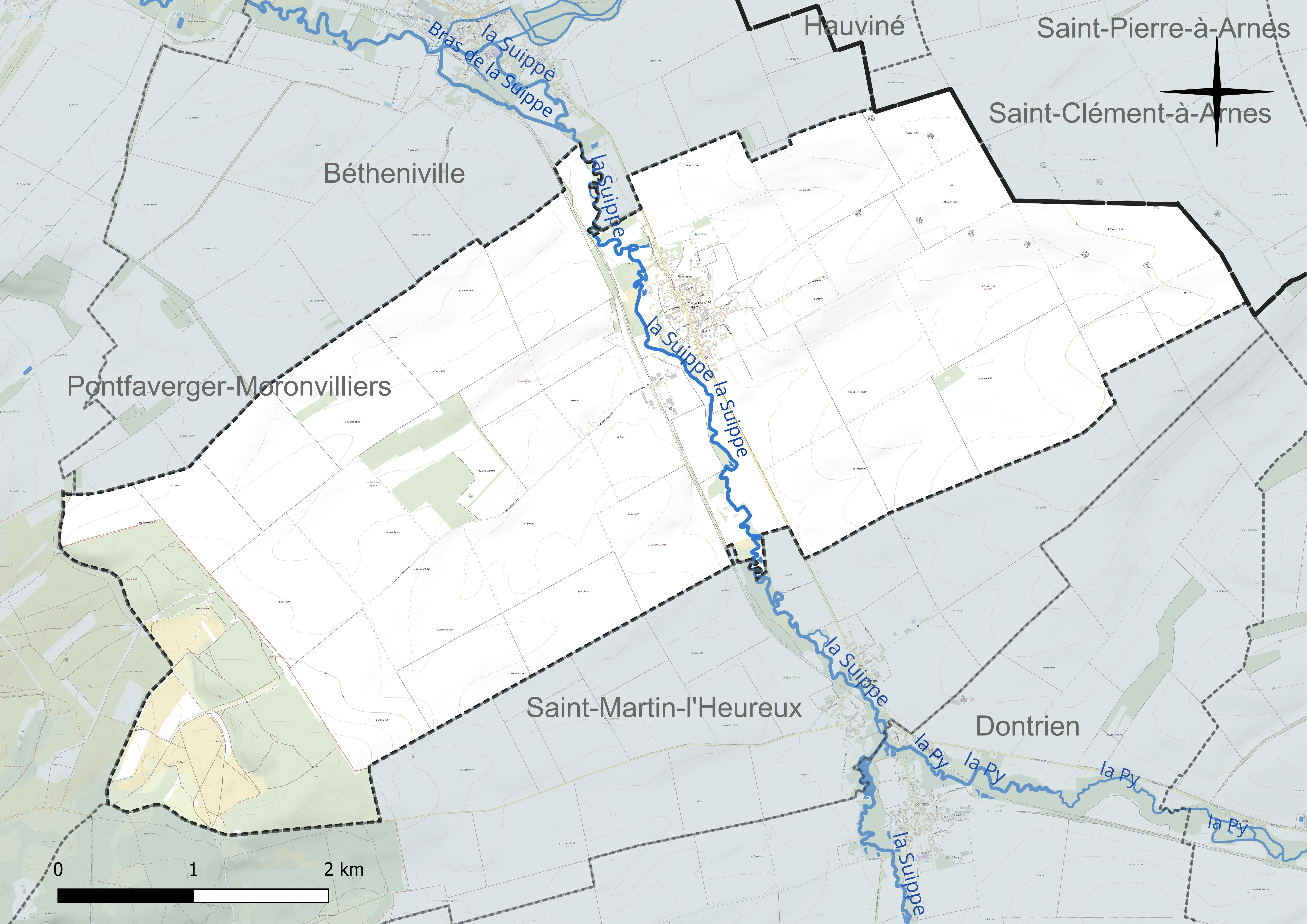
Réseau hydrographique de Saint-Hilaire-le-Petit.

#### Gestion et qualité des eaux
Le territoire communal est couvert par le schéma d'aménagement et de gestion des eaux (SAGE) « Aisne Vesle Suippe ». Ce document de planification, dont le territoire s’étend sur 3 096 km2 répartis sur trois départements (Aisne, Marne et Ardennes) et deux régions (Champagne-Ardenne et Picardie), a été approuvé le 16 décembre 2013. La structure porteuse de l'élaboration et de la mise en œuvre est le Syndicat d’aménagement des bassins Aisne Vesle Suippe (SIABAVES). 
La qualité des cours d’eau peut être consultée sur un site dédié géré par les agences de l’eau et l’Agence française pour la biodiversité. 

### Climat
Pour des articles plus généraux, voir Climat du Grand Est et Climat de la Marne.
En 2010, le climat de la commune est de type climat océanique dégradé des plaines du Centre et du Nord, selon une étude du Centre national de la recherche scientifique s'appuyant sur une série de données couvrant la période 1971-2000. En 2020, Météo-France publie une typologie des climats de la France métropolitaine dans laquelle la commune est exposée à un climat océanique altéré et est dans la région climatique  Nord-est du bassin Parisien, caractérisée par un ensoleillement médiocre, une pluviométrie moyenne régulièrement répartie au cours de l’année et un hiver froid (3 °C). 
Pour la période 1971-2000, la température annuelle moyenne est de 10,2 °C, avec une amplitude thermique annuelle de 15,8 °C. Le cumul annuel moyen de précipitations est de 729 mm, avec 11,7 jours de précipitations en janvier et 8,3 jours en juillet. Pour la période 1991-2020, la température moyenne annuelle observée sur la station météorologique de Météo-France la plus proche, « Cauroy », sur la commune de Cauroy à 10 km à vol d'oiseau, est de 10,8 °C et le cumul annuel moyen de précipitations est de 749,6 mm. 
La température maximale relevée sur cette station est de 42 °C, atteinte le 25 juillet 2019 ; la température minimale est de −16 °C, atteinte le 12 février 2012,,. 
Les paramètres climatiques de la commune ont été estimés pour le milieu du siècle (2041-2070) selon différents scénarios d'émission de gaz à effet de serre à partir des nouvelles projections climatiques de référence DRIAS-2020. Ils sont consultables sur un site dédié publié par Météo-France en novembre 2022.

## Urbanisme

### Typologie
Au 1er janvier 2024, Saint-Hilaire-le-Petit est catégorisée commune rurale à habitat dispersé, selon la nouvelle grille communale de densité à sept niveaux définie par l'Insee en 2022.
Elle est située hors unité urbaine. Par ailleurs la commune fait partie de l'aire d'attraction de Reims, dont elle est une commune de la couronne,. Cette aire, qui regroupe 294 communes, est catégorisée dans les aires de 200 000 à moins de 700 000 habitants,.

### Occupation des sols
L'occupation des sols de la commune, telle qu'elle ressort de la base de données européenne d’occupation biophysique des sols Corine Land Cover (CLC), est marquée par l'importance des territoires agricoles (87,4 % en 2018), une proportion identique à celle de 1990 (87,4 %). La répartition détaillée en 2018 est la suivante : 
terres arables (80,9 %), milieux à végétation arbustive et/ou herbacée (7,9 %), zones agricoles hétérogènes (6,5 %), forêts (3,3 %), zones urbanisées (1,3 %). L'évolution de l’occupation des sols de la commune et de ses infrastructures peut être observée sur les différentes représentations cartographiques du territoire : la carte de Cassini (XVIIIe siècle), la carte d'état-major (1820-1866) et les cartes ou photos aériennes de l'IGN pour la période actuelle (1950 à aujourd'hui).

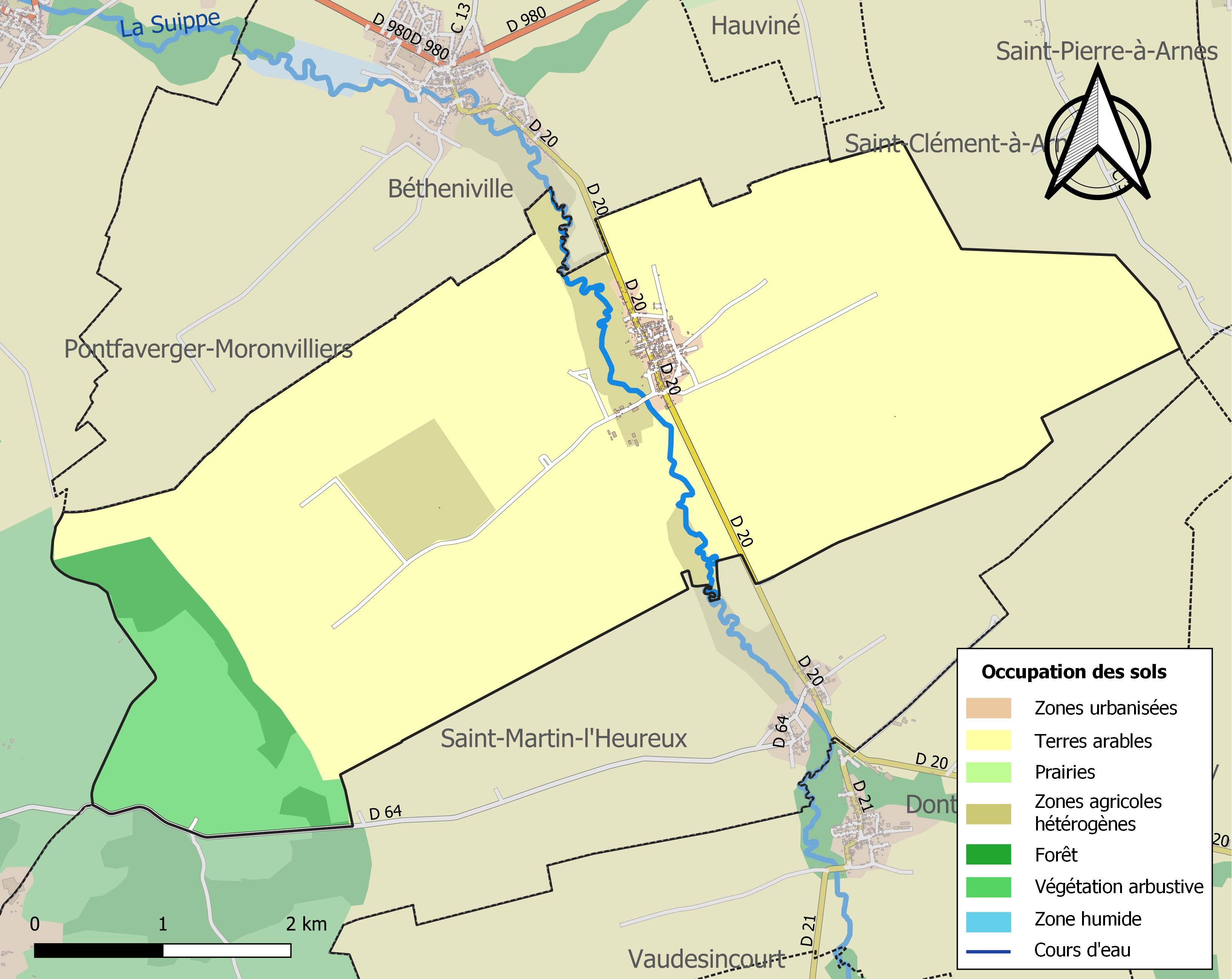
Carte des infrastructures et de l'occupation des sols de la commune en 2018 (CLC).

## Économie
Le 11 décembre 2014, la première pierre d'un parc éolien de 30 Mégawatts est posée. Ce parc de neuf appareils est à cheval sur le territoire la commune et celle de Saint-Clément-à-Arnes.

## Toponymie
Le nom de la localité est attesté sous les formes Allodium de Sancto Hilario super fluvium Sopiam situm (1066) ; Sanctus Hylarius (1102) ; Sanctus Hylerius (1200) ; Seintelier (1213) ; Sanctus Helerius (1214) ; Sanctus Hylerius ante Betignivillam (1217) ; S. Hylerius juxta Betignivillam (1218) ; Saint-Ylaire, Saint-Yslaire, Seint-Islaire (vers 1222) ; Sanctus Hilerius juxta Betign[i]villam (1225) ; Sanctus Ylarius (1248) ; Sanctus Hylerius Parvus (1259) ; Sanctus Hillarius Parvus (1285) ; Saint-Hillier le Petit (1350) ; Saint-Hilier le Petit (vers 1375) ; Saint-Hylier-le-Petit (1376) ; Saint-Hislier (1450) ; Le Petit Saint-Hillier (1715) ; Le Petit-Saint-Hillaire (XVIIe siècle) ; Pont-Saint-Hilaire.

Saint-Hilaire est un hagiotoponyme évoquant Hilaire de Poitiers.
Au cours de la Révolution française, la commune porta provisoirement le nom de  ; Hautemont.

## Histoire
En 1920, la commune a reçu la Croix de guerre 1914-1918, une décoration militaire attribuée pour conduite exceptionnelle au cours de la Première Guerre mondiale.
En 1950, la commune a absorbé une partie du territoire communal de la commune voisine de Moronvilliers, partagée avec Pontfaverger-Moronvilliers et Saint-Martin-l'Heureux.

## Politique et administration
| Période                                  | Période   | Identité              | Étiquette | Qualité                                                                            |
| ---------------------------------------- | --------- | --------------------- | --------- | ---------------------------------------------------------------------------------- |
| Les données manquantes sont à compléter. |           |                       |           |                                                                                    |
|                                          | 1870      | Louis Hubert          |           |                                                                                    |
| 1879                                     |           | Senart                |           |                                                                                    |
| Les données manquantes sont à compléter. |           |                       |           |                                                                                    |
| mars 2001                                | mars 2008 | Jean-Marie Duchet     |           |                                                                                    |
| mars 2008                                | En cours  | Jean-Pierre Grisouard |           | Président de la CC des Rives de la Suippe (2014 → ) Réélu pour le mandat 2020-2026 |

## Démographie
L'évolution du nombre d'habitants est connue à travers les recensements de la population effectués dans la commune depuis 1793. Pour les communes de moins de 10 000 habitants, une enquête de recensement portant sur toute la population est réalisée tous les cinq ans, les populations de référence des années intermédiaires étant quant à elles estimées par interpolation ou extrapolation. Pour la commune, le premier recensement exhaustif entrant dans le cadre du nouveau dispositif a été réalisé en 2007.

En 2022, la commune comptait 353 habitants, en évolution de +3,22 % par rapport à 2016 (Marne : −1,19 %, France hors Mayotte : +2,11 %).
| 1793 | 1800 | 1806 | 1821 | 1831 | 1836 | 1841 | 1846 | 1851 |
| ---- | ---- | ---- | ---- | ---- | ---- | ---- | ---- | ---- |
| 540  | 532  | 519  | 542  | 601  | 675  | 733  | 802  | 839  |

| 1856 | 1861 | 1866 | 1872 | 1876 | 1881 | 1886 | 1891 | 1896 |
| ---- | ---- | ---- | ---- | ---- | ---- | ---- | ---- | ---- |
| 790  | 756  | 707  | 676  | 667  | 670  | 650  | 646  | 644  |

| 1901 | 1906 | 1911 | 1921 | 1926 | 1931 | 1936 | 1946 | 1954 |
| ---- | ---- | ---- | ---- | ---- | ---- | ---- | ---- | ---- |
| 605  | 588  | 546  | 330  | 368  | 343  | 376  | 385  | 380  |

| 1962 | 1968 | 1975 | 1982 | 1990 | 1999 | 2006 | 2007 | 2012 |
| ---- | ---- | ---- | ---- | ---- | ---- | ---- | ---- | ---- |
| 355  | 328  | 283  | 313  | 279  | 263  | 281  | 284  | 323  |

| 2017 | 2022 | - | - | - | - | - | - | - |
| ---- | ---- | - | - | - | - | - | - | - |
| 339  | 353  | - | - | - | - | - | - | - |

### Personnalités liées à la commune
- Louis Hubert, né à Saint-Hilaire-le-Petit, y exerça comme médecin vétérinaire et fut maire de la commune. Il décéda le 16 mars 1870, à 46 ans.

### Décorations françaises
Croix de guerre 1914-1918 : 1er octobre 1920.